# Czesław Rachel
Czesław Rachel (ur. 20 lipca 1908 w Krakowie, zm. 29 czerwca 1977 tamże) – polski rzemieślnik, poseł na Sejm PRL V i VI kadencji (1969–1976). 

## Życiorys
W czasie II wojny światowej otworzył warsztat instalatorstwa sanitarnego i blacharstwa w Krakowie, który prowadził również po 1945. Był aktywnym nauczycielem rzemiosła oraz działaczem Izby Rzemieślniczej w Krakowie (zasiadał w jej najwyższych władzach). W 1955 wstąpił do Stronnictwa Demokratycznego, z ramienia którego sprawował mandat członka Rady Narodowej m. Krakowa. W 1969 rekomendowany przez organizacją partyjną na posła do Sejmu V kadencji z okręgu Kraków, był członkiem Komisji Przemysłu Lekkiego, Rzemiosła i Spółdzielczości Pracy. W 1972 uzyskał reelekcję z tego samego obszaru, zasiadając w Sejmie VI kadencji w charakterze członka Komisji Przemysłu Lekkiego. W obu kadencjach należał do najwyższych władz Klubu Poselskiego SD. Zasiadał w prezydium Centralnego Komitetu partii, przez wiele lat pełnił funkcję wiceprzewodniczącego Krakowskiego Komitetu SD.
Odznaczony m.in. Brązowym, Srebrnym i Złotym Krzyżem Zasługi oraz Krzyżem Kawalerskim Orderu Odrodzenia Polski.
Pochowany na Cmentarzu Rakowickim w Krakowie (kwatera LXXXIV rząd 2 miejsce 25).

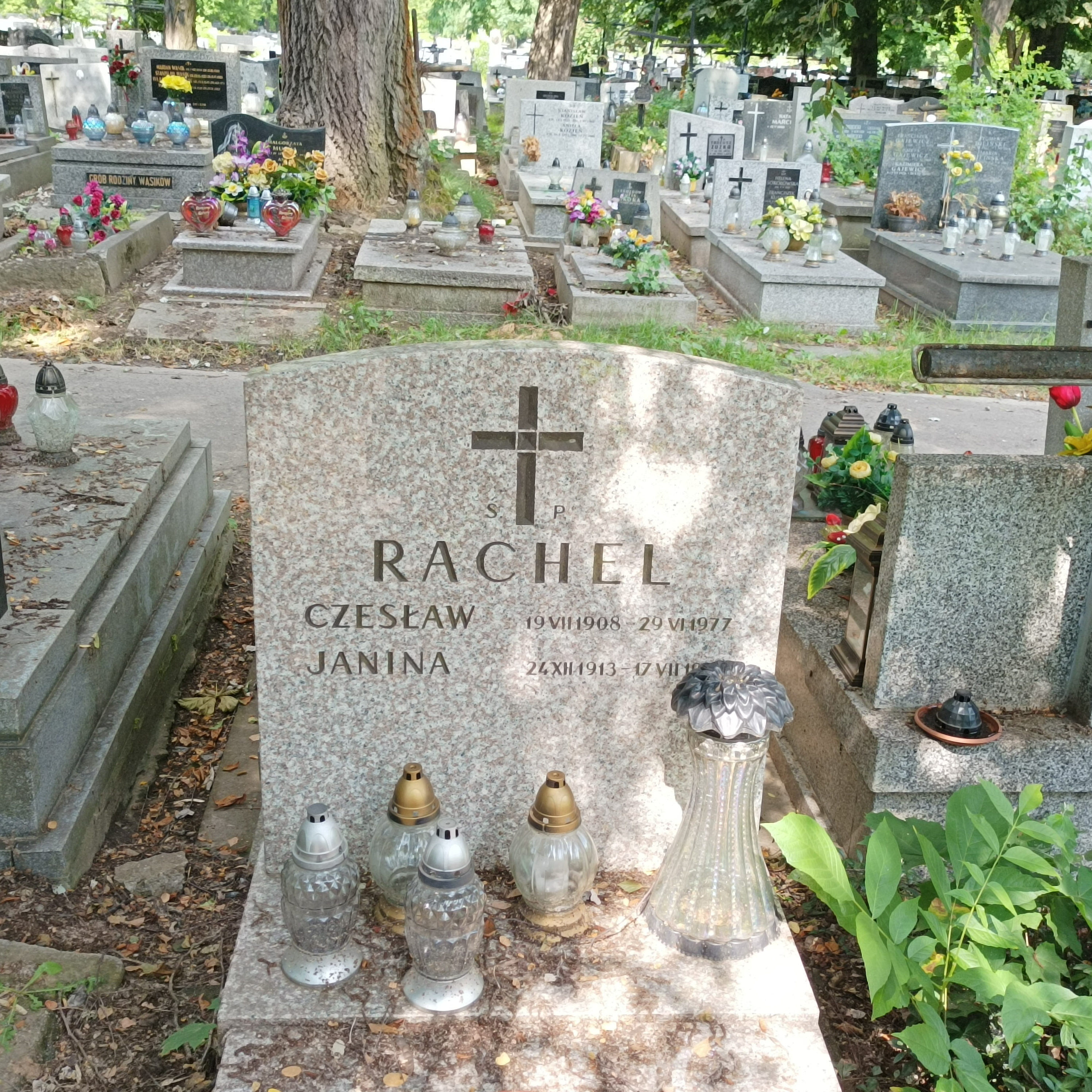
Grób Czesława Rachela na cmentarzu przy ul. Prandoty